# 臺南官銀票
臺南官銀票是指臺灣民主國在唐景崧潛逃出國後，並由劉永福於1895年6月退守至臺南並接任大總統一職時所發行的銀票，並由官銀錢票總局發行。
該銀票是由於接連的戰事及動亂使得國庫枯竭，而政府為籌措軍餉因而發行這一銀票來向民間賺取資金。
相較於後來日本發行的臺灣銀行券，臺南官銀票的功能更像是戰爭國債券而非流通貨幣。

## 歷史
1895年5月25日臺灣民主國成立，不久後大總統唐景崧出逃，臺北城為日軍所佔，至此臺灣民主國在北部的勢力已被日軍瓦解，而南部士紳則擁立留守臺南的劉永福繼續領導南部剩餘的臺灣民主國勢力。而為籌募臺灣民主國經費，乃設立臺南籌防總局，由陳子鏞任局長，因軍餉開支浩大，而有發行官銀票之議，因此先以「護理臺南府正堂忠」名義發行官銀票；不久，臺南籌防總局下新設臺南官銀錢票總局，由莊明德任局長，專司官銀票印行，初期發行的官銀票面額有壹大員、伍大員、拾大員等3種，後來又發行一種小額的清錢伍佰文官錢票。臺灣民主國官銀票又稱「劉欽差銀票」，主要流通至1895年10月21日日軍攻佔臺南，臺灣民主國滅亡為止。

## 版別
臺南官銀票依照發行機構的不同可以區分為兩種版別：一為由「護理臺南府正堂忠」名義發行的早期版本，二為由「臺南官銀錢票總局」發行的後期版，兩者差異除了在發行機構的不同外，在面值的表示也有所不同；早期版以手寫毛筆字表示面額，而後期版則改用印刷字體表示。

## 鈔樣
| 幣值   | 圖案 | 發行機構     |
| ------ | ---- | ------------ |
| 伍佰文 |      | 官銀錢票總局 |
| 壹大員 |      | 官銀錢票總局 |
| 伍大員 |      | 官銀錢票總局 |
| 拾大員 |      | 官銀錢票總局 |